# أمفيترون

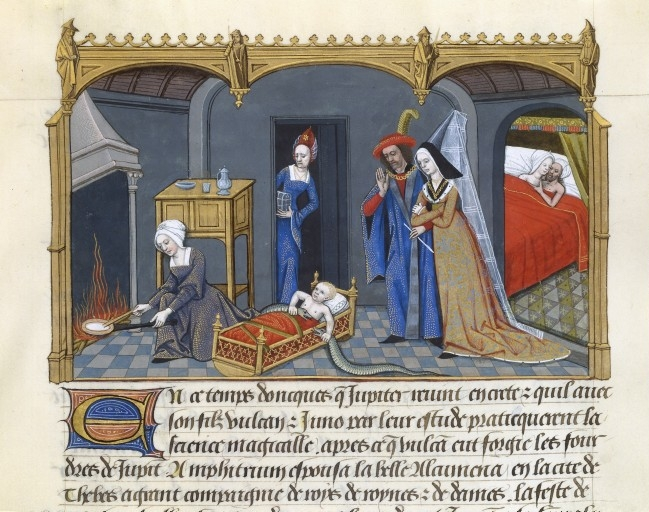

أمفيترون هو شخصية من الميثولوجية الإغريقية. كان قائد عسكري ثيفي وابن الملك الكايوس ملك التيرينس. وكان صديقا لبانوبوس. بعد أن قتل عمه «الكتريون» ملك الميسينيين عن طريق الخطاء، طرده عمه سثينليوس فهرب مع ابنة عمه «الكمن» إلى ثيفا حيث طهره خاله «كريون» ملك ثيفا من خطيئة القتل.